# Jongens
Jongens (Giovani) è un film televisivo olandese del 2014, diretto da Mischa Kamp. Inizialmente prodotto per la TV, il film è seguito uscito anche al cinema. Racconta del percorso di autocoscienza di un adolescente nei confronti della propria omosessualità.

## Trama
Sieger è un ragazzo di 15 anni che vive col fratello maggiore Eddy e il padre Theo; la madre è deceduta tempo addietro a causa di un incidente in moto. Il padre, da allora, è diventato iperprotettivo nei confronti dei due figli, ma si trova ad avere un rapporto alquanto difficoltoso e contrastato soprattutto col ribelle Eddy, il quale corre di nascosto in moto. Sieger è membro della squadra di atletica leggera locale, dove è stato ammesso assieme al suo miglior amico Stef; dopo una lunga serie di allenamenti vengono scelti assieme a Tom e Marc per rappresentare la squadra al campionato nazionale di staffetta. I quattro da quel momento seguono una preparazione intensiva in preparazione della gara.
Un giorno decidono di andare a fare una nuotata nel vicino laghetto; quando Stef e Tom se ne vanno, Marc e Sieger si scambiano un bacio sulle labbra. Sieger, anche se ha contraccambiato è comunque confuso e incerto e ci tiene a precisare di non essere gay. Stef s'innamora di una ragazza, Kim, e presto i due iniziano una relazione; frequentando la migliore amica di Kim, Jessica, finisce quasi a mettersi con Sieger, così che i quattro continuino a passere il loro tempo libero assieme. La squadra di atletica va a passare un fine settimana in campeggio: durante la notte Marc e Sieger vanno in spiaggia e qui, in riva al mare, passano un po' di tempo ad abbracciarsi e baciarsi teneramente.
Tempo dopo, una sera, i quattro amici si dirigono al luna park; Marc li nota e si vorrebbe unire a loro, ma comprende presto che tra Sieger e Jessica sembra esserci un rapporto più intimo di una semplice amicizia. Sieger, timoroso che la verità possa uscir fuori, cerca d'ignorare Marc; bacia Jessica davanti a lui e se ne va lasciandolo solo. Qualche giorno dopo Sieger si scusa e propone a Marc un appuntamento al fiume per quella stessa sera; tuttavia, a causa di un litigio tra il padre ed Eddy, Sieger si mette alla ricerca del fratello. Si dirige così verso il bosco dove gli amici di Eddy passano la maggior parte del loro tempo libero a fare motocross; poco dopo il fratello giunge con una macchina rubata e invita Sieger a salire per andare a farsi un giro. Quest'ultimo tentenna, ma alla fine decide di salire.
Lungo il percorso sterrato incappano in Marc a bordo della sua bicicletta; davanti alla sua richiesta di spiegazioni, sul perché non si fosse presentato all'appuntamento che avevano, Marc riceve uno spintone da Sieger, il quale non ha ancora il coraggio di confidare né alla famiglia, né a se stesso di essere fortemente attratto dall'amico e compagno di squadra. 
Alla gara, la squadra riesce a piazzarsi prima alla staffetta vincendo così il torneo. Stef si è accorto che tra i suoi due compagni c'è qualcosa e accenna una domanda a Sieger, quasi timoroso e preoccupato per l'amico. Alla fine Sieger, prendendo in prestito la moto del fratello, corre da Marc per chiedergli di perdonarlo. Quella sera la passano correndo lungo la grande strada litoranea, con Sieger che guida la moto e Marc dietro di lui che lo abbraccia forte.